# Manfred Beckert

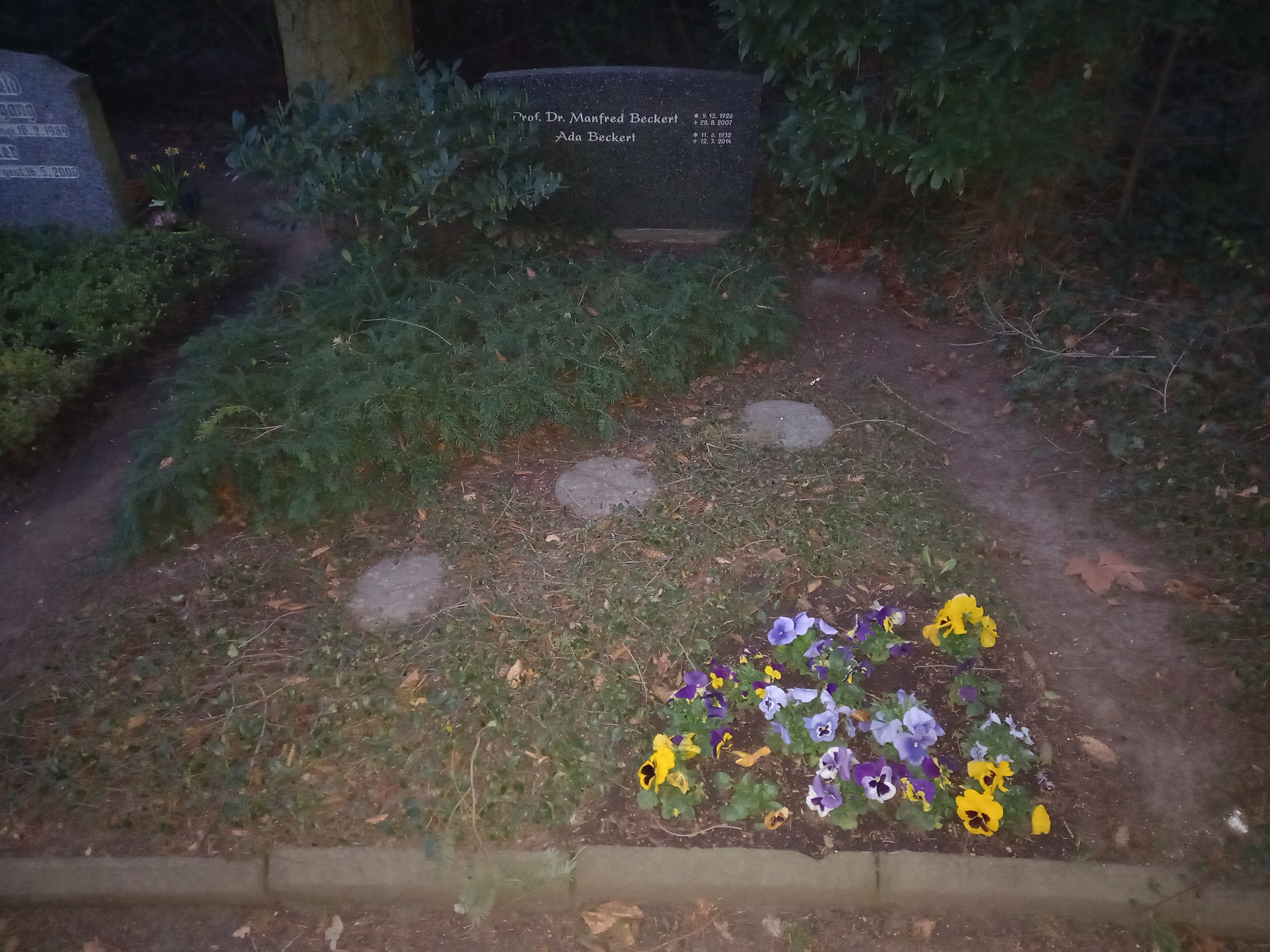
Das Grab von Manfred Beckert und seiner Ehefrau Ada auf dem Westfriedhof (Magdeburg)

Manfred Beckert (* 9. Dezember 1926 in Freiberg (Sachsen); † 28. August 2007 in Magdeburg) war ein deutscher Ingenieur und Professor für Schweißtechnik. Er gehört zu den Pionieren der Schweißtechnik mit innovativen Anwendungen und ist Mitbegründer der Ingenieurausbildung auf diesem Gebiet im gesamten deutschsprachigen Raum. Von 1966 bis 1970 hatte er das Amt als Rektor der Technischen Hochschule Magdeburg inne.

## Leben und Wirken
Manfred Beckert besuchte die Arbeiter- und Bauern-Fakultät (ABF) der Bergakademie Freiberg, wo er seine Reifeprüfung abgelegt hat. Danach begann er ein Studium an dieser traditionsreichen Bergakademie Freiberg. Die Ausbildung begann mit einem Vorpraktikum und war auch während des Studiums durch mehrere größere Praktika begleitet, insbesondere am Zentralinstitut für Schweißtechnik (ZIS) in Halle (Saale), das für seine fachliche Zukunft prägend wurde. Er schloss sein Studium 1952 als Diplom-Ingenieur (Dipl.-Ing.) ab.
1958 promovierte er zum Dr. rer. nat.  1969 folgte seine Habilitation (Promotion B).
1956 hatte Hans Neese das Institut für Schweißtechnik an der Hochschule für Schwermaschinenbau Magdeburg gegründet, das erste seiner Art im gesamten deutschsprachigen Raum. Er war zugleich der erste Institutsdirektor.
1961 wurde die Leitung des Instituts an Manfred Beckert übertragen, der diese 25 Jahre lang wahrgenommen hat bis zum Jahre 1986. Mit der 3. Hochschulreform der DDR von 1968 erfolgte die Eingliederung als Wissenschaftsbereich in die Sektion Technologie der metallverarbeitenden Industrie. Während dieser 25 Jahre wurden mehr als 700 Diplom-Ingenieure für Schweißtechnik an der TH Magdeburg ausgebildet.
Sein Einstieg in die Lehre war ab 1960 am Institut für Schweißtechnik (Direktor: Hans Neese) an der 1953 neu gegründeten Hochschule für Schwermaschinenbau Magdeburg erfolgt. Diese junge Hochschule entwickelte sich stetig: ab 1961 Technische Hochschule, ab 1987 Technische Universität Magdeburg. Beckert folgte dieser Entwicklung mit seinem Werdegang: er wurde als ordentlicher Professor mit Lehrstuhl der TH Magdeburg berufen. Manfred Beckert war von 1966 bis 1970 Rektor der Technischen Hochschule Magdeburg in der Nachfolge von Friedrich Kurth. Während dieser Zeit gehörte er von 1967 bis 1971 der SED-Bezirksleitung Magdeburg an; SED-Mitglied war er seit 1946. Sein Nachfolger als Rektor wurde Hans-Erich Weinschenk.
1971 hatte Werner Gilde, Leiter des Zentralinstituts für  Schweißtechnik (ZIS) in Halle (Saale), mit dem DVS Düsseldorf eine gegenseitige Anerkennung der Schweißingenieure Ost und West vereinbart. Dies war eine Voraussetzung für den Export und Import geschweißter Erzeugnisse zwischen Ost und West. Diese Vereinbarung stellte somit auch einen Durchbruch bei der Ausbildung von Schweißingenieuren dar, an dem die akademische Schule von Hans Neese und Manfred Beckert einen großen Anteil hatte.
Manfred Beckert wird gelegentlich auch als „Vater der Magdeburger Schweißtechnik“ bezeichnet und seine Bedeutung für Deutschlands Schweißer mit der von Franz Beckenbauer für die Fußballer verglichen.
In den Jahren nach der 3. Hochschulreform von 1968 gehörte sein Lehrstuhl zur Sektion Technologie der metallverarbeitenden Industrie (TmvI) (Direktor: Reinhard Probst). In diesen Jahren leistete Beckert einen nennenswerten Beitrag zur Profilierung der Sektion hinsichtlich praxisorientierter Lehre und industrienaher Forschung sowie für die Herausbildung des wissenschaftlichen Nachwuchses. Die Sektion wurde zur Modellsektion für die Fachrichtung „Technologie der metallverarbeitenden Industrie“ für die gesamte DDR entwickelt, und sie wurde schließlich 1974 mit dem Karl-Marx-Orden im Kollektiv ausgezeichnet.
Zur Weiterentwicklung der internationalen Zusammenarbeit baute Beckert besonders die Beziehungen aus, die mit den schweißtechnischen Lehrstühlen in Leningrad und Kiew sowie mit dem Akademie-Institut für Elektroschweißung (Leitung: Borys Paton) in Kiew bestanden.
Aus dem akademischen Umfeld von Beckert sind namhafte Industriefachleute, Wissenschaftler und mehrere Professoren hervorgegangen.

## Mitgliedschaften und Ehrungen (Auswahl)
- seit 1946 Mitglied der SED
- 1967 bis 1971  Mitglied der SED-Bezirksleitung Magdeburg
- 1968 Banner der Arbeit
- 1974 Karl-Marx-Orden im Kollektiv der Sektion TmvI
- 1980 Vaterländischer Verdienstorden in Gold
- Ehrendoktorwürde, mehrfach (Dr. mult.)
- Mitglied im Redaktionsbeirat der Zeitschrift "Schweißtechnik" und im Redaktionskollegium von "Schweißen und Schneiden".

## Publikationen (Auswahl)
Als Fachmann für Schweißtechnik verfasste er zahlreiche fachwissenschaftliche Beiträge, Patente, mehrere Lehrbücher der Schweißtechnik und hielt zahlreiche Vorträge, die ihm auch internationale Anerkennung verschafften. Nach dem Übergang in den Ruhestand seit 1991 befasste er sich verstärkt mit der Technik- und Industriegeschichte Magdeburgs und publizierte hierzu.
- Manfred Beckert, Heinz Klemm: Handbuch der metallographischen Ätzverfahren. Deutscher Verlag für Grundstoffindustrie, Leipzig 1962, 2. Auflage 1966, 3. Auflage 1976, 4. Auflage 1984.
- Udo Franz, Reinhard Probst:  I. I. Saruba, B. S. Kassatkin: CO2 Schutzgas-Schweißen. Übersetzung aus dem Russischen und deutsche Bearbeitung. Verlag Technik, Berlin 1963.
- Manfred Beckert (Hrsg.): Mathematik, Physik, Chemie. Fachbuchverlag,  Leipzig 1967.
- Manfred Beckert, Alexis Neumann (Hrsg.): Grundlagen der Schweißtechnik. Verlag Technik, Berlin (15 Publikationen).
- Grundlagen der Schweißtechnik, Teil : Schweißverfahren. Verlag Technik, Berlin, 2. Auflage 1965, 6. Auflage 1974.
- Manfred Beckert (Hrsg.): Technische Mechanik, Werkstoffe, Werkstoffprüfung. Fachbuchverlag,  Leipzig 1970.
- Manfred Beckert (Hrsg.), Gerd Fleischer: Maschinenelemente, Fertigungstechnik, Betriebsmess-, Steuerungs- und Regelungstechnik. Fachbuchverlag, Leipzig 1973.
- Manfred Beckert, Rolf Hartmann: Nichtmetallische Werkstoffe – allgemeinverständlich. Fachbuchverlag, Leipzig 1976; Heyne, München 1977, ISBN 978-3-453-49082-6.
- Manfred Beckert, Ludwig Winkler (Illustrationen): Welt der Metalle. Fachbuchverlag, Leipzig; Aulis-Verlag Deubner, Köln 1977, ISBN 978-3-7614-0359-4.
- Manfred Beckert (Hrsg.), Karl Manteuffel (Mitarb.): Betriebs- und Arbeitsgestaltung, Nutzensrechnung, Operationsforschung. Fachbuchverlag, Leipzig 1977.
- Eisen – Tatsachen und Legenden. Deutscher Verlag für Grundstoffindustrie, Leipzig 1981.
- Johann Beckmann (Biografie). Teubner,  Leipzig 1983.
- Manfred Beckert (Hrsg.): Johann Beckmann: Vorrath kleiner Anmerkungen über mancherley gelehrte Gegenstände. Auszugsweiser Nachdruck der Ausgabe Göttingen, Röwer 1795/1806. Fachbuchverlag, Leipzig 1990, ISBN 978-3-343-00669-4.
- Beckert, Herold: Kompendium Schweißtechnik, Band 3: Eignung metallischer Werkstoffe zum Schweißen. DVS-Verlag, Düsseldorf 1997, ISBN 978-3-87155-160-4, 2. Auflage 2002, ISBN 978-3-87155-207-6.
- Metallgestaltung im Tobiashammer – Kunst & Technik. Steinbeis-Transferzentrum Produktions- und Fügetechnik. Steinbeis-Edition, Stuttgart 2008, ISBN 978-3-938062-29-6.